# Giarre Calcio 1990-1991
Questa pagina raccoglie le informazioni riguardanti il Giarre Calcio nelle competizioni ufficiali della stagione 1990-1991.

## Rosa
| N. |                   | Ruolo | Calciatore                 |
| -- | ----------------- | ----- | -------------------------- |
|    | Italia (bandiera) | C     | Roberto Alberti Mazzaferro |
|    | Italia (bandiera) | A     | Attilio Bardi              |
|    | Italia (bandiera) | D     | Armando Biviano            |
|    | Italia (bandiera) | C     | Antonio Bucciarelli        |
|    | Italia (bandiera) | D     | Trionfo Carrà              |
|    | Italia (bandiera) | P     | Valentino Cuccunato        |
|    | Italia (bandiera) | D     | Giuseppe Irrera            |
|    | Italia (bandiera) | A     | Francesco Libro            |
|    | Italia (bandiera) | C     | Francesco Macrì            |
|    | Italia (bandiera) | D     | Marco Mazzoli              |

| N. |                   | Ruolo | Calciatore              |
| -- | ----------------- | ----- | ----------------------- |
|    | Italia (bandiera) | D     | Elio Migliaccio         |
|    | Italia (bandiera) | C     | Roberto Regina          |
|    | Italia (bandiera) | A     | Pasquale Sanseverino    |
|    | Italia (bandiera) | C     | Orazio Sapienza         |
|    | Italia (bandiera) | P     | Gianni Marco Sansonetti |
|    | Italia (bandiera) | C     | Maurizio Spigarelli     |
|    | Italia (bandiera) | D     | Andrea Stimpfl          |
|    | Italia (bandiera) | D     | Carlo Tebi              |
|    | Italia (bandiera) | D     | Paolo Tomasoni          |
|    | Italia (bandiera) | C     | Giuseppe Tramontana     |

## Risultati

### Campionato

#### Girone di andata
| 16 settembre 1990 1ª giornata | Casarano | 1 – 0 | Giarre |  |

| 23 settembre 1990 2ª giornata | Giarre | 1 – 0 | Arezzo |  |

| 30 settembre 1990 3ª giornata | Siena | 1 – 0 | Giarre |  |

| 7 ottobre 1990 4ª giornata | Giarre | 3 – 0 | Licata |  |

| 14 ottobre 1990 5ª giornata | Catanzaro | 1 – 1 | Giarre |  |

| 21 ottobre 1990 6ª giornata | Giarre | 1 – 0 | Torres |  |

| 4 novembre 1990 7ª giornata | Ternana | 3 – 0 | Giarre |  |

| 11 novembre 1990 8ª giornata | Giarre | 1 – 0 | Fidelis Andria |  |

| 18 novembre 1990 9ª giornata | Giarre | 1 – 0 | Catania |  |

| Arbitro: | Gregori (Piacenza) |

|                             |           |           |
| Calcagno 37’ Donnarumma 66’ | Marcatori | 76’ Macri |

| 2 dicembre 1990 11ª giornata | Giarre | 3 – 2 | Monopoli |  |

| 9 dicembre 1990 12ª giornata | Siracusa | 0 – 0 | Giarre |  |

| 16 dicembre 1990 13ª giornata | Palermo | 3 – 0 | Giarre |  |

| 30 dicembre 1990 14ª giornata | Giarre | 0 – 0 | Casertana |  |

| 6 gennaio 1991 15ª giornata | Battipagliese | 1 – 0 | Giarre |  |

| 13 gennaio 1991 16ª giornata | Giarre | 1 – 0 | Campania Puteolana |  |

| 20 gennaio 1991 17ª giornata | Perugia | 1 – 2 | Giarre |  |

#### Girone di ritorno
| 3 febbraio 1991 18ª giornata | Giarre | 0 – 0 | Casarano |  |

| 10 febbraio 1991 19ª giornata | Arezzo | 1 – 0 | Giarre |  |

| 17 febbraio 1991 20ª giornata | Giarre | 2 – 1 | Siena |  |

| 24 febbraio 1991 21ª giornata | Licata | 1 – 0 | Giarre |  |

| 3 marzo 1991 22ª giornata | Giarre | 1 – 1 | Catanzaro |  |

| 17 marzo 1991 23ª giornata | Torres | 1 – 0 | Giarre |  |

| 24 marzo 1991 24ª giornata | Giarre | 1 – 2 | Ternana |  |

| 30 marzo 1991 25ª giornata | Fidelis Andria | 1 – 0 | Giarre |  |

| 7 aprile 1991 26ª giornata | Catania | 1 – 0 | Giarre |  |

| Arbitro: | Neri (Ascoli Piceno) |

|                                      |           |  |
| Bardi 35’ (rig.), 69’ Macrì 43’, 90’ | Marcatori |  |

| 28 aprile 1991 28ª giornata | Monopoli | 1 – 1 | Giarre |  |

| 5 maggio 1991 29ª giornata | Giarre | 1 – 1 | Siracusa |  |

| 12 maggio 1991 30ª giornata | Giarre | 0 – 0 | Palermo |  |

| 19 maggio 1991 31ª giornata | Casertana | 2 – 0 | Giarre |  |

| 26 maggio 1991 32ª giornata | Giarre | 1 – 0 | Battipagliese |  |

| 2 giugno 1991 33ª giornata | Campania Puteolana | 0 – 1 | Giarre |  |

| 9 giugno 1991 34ª giornata | Giarre | 1 – 2 | Perugia |  |